# Ficus obpyramidata
Ficus obpyramidata är en mullbärsväxtart som beskrevs av George King. Ficus obpyramidata ingår i släktet fikonsläktet, och familjen mullbärsväxter. Inga underarter finns listade i Catalogue of Life.